# آرتشتتن پوبرینگ
آرتشتتن پوبرینگ (به آلمانی: Artstetten-Pöbring) یک منطقهٔ مسکونی در اتریش است که در ناحیه ملک واقع شده‌است. آرتشتتن پوبرینگ ۱٬۱۷۹ نفر جمعیت دارد.